# Adiabatisk process
Adiabatisk process (av grekiskans adiabatos, sluten, ogenomtränglig) är en termodynamisk process där ingen värme tillförs eller bortförs från en fluid (vätska eller gas). Ordet "adiabatisk" betyder i sig avsaknad av värmeöverföring, och används även till exempel för adiabatisk flamtemperatur, vilket är temperaturen en låga skulle nå om den inte förlorade värme till omgivningen. Om en adiabatisk process även är internt reversibel kallas den för isentrop process.
Motsatsen, i vilken så mycket värme som möjligt överförs till och från omgivningen och leder till att temperaturen hålls konstant, kallas för en isoterm process. Eftersom temperaturen är termodynamiskt konjugat till entropin så är isoterma processer konjugat till adiabatiska för reversibla processer. En process där ett visst värmeutbyte sker med omgivningen kallas för en polytrop process.
En process kan anses adiabatisk om den är snabb nog så att värmeöverföringen är minimal.
Begreppet adiabatisk för denna typ av process infördes av Rudolf Clausius.

## Adiabatisk uppvärmning och kylning
Adiabatisk uppvärmning och kylning inträffar då trycket för en gas ändras. Adiabatisk uppvärmning sker när trycket ökar, vilket man bland annat kan notera för cykelpump. Efter att en sådan använts för att pumpa upp exempelvis en cykelslang kan man märka att pumpen blivit varmare på grund av adiabatisk uppvärmning. Dieselmotorer bygger på adiabatisk uppvärmning under kompressionsdelen av cykeln, för att värma upp luften tillräckligt för att bränslet skall kunna antändas.
Adiabatisk kylning sker istället när gasens tryck minskar, till exempel när den får expandera till en större volym. Detta kan man märka om man släpper ut luften ur ett däck; den utpysande luften kommer att vara betydligt kallare än däcket, och när däcket är tomt kommer ventilen att kännas kall. Adiabatisk kylning kräver inte en fluid; en teknik för att nå väldigt låga temperaturer (några få tusen- eller till och med miljondels kelvin över absoluta nollpunkten) är adiabatisk avmagnetisering, där förändringar i ett magnetfält används för att få till stånd adiabatisk avkylning.

## Ideala gaser

För enkla ämnen måste den inre energin i den substans som utför arbetet minska under adiabatiska processer i vilka volymen ökar.

För en klassisk ideal gas som undergår en adiabatisk process gäller att
{\displaystyle PV^{\gamma }=\operatorname {konstant} \qquad }
där P är trycket, V volymen, och
{\displaystyle \gamma ={C_{P} \over C_{V}}={\frac {\alpha +1}{\alpha }},} där
{\displaystyle C_{P}} är specifika värmet per mol för konstant tryck och 
{\displaystyle C_{V}} är specifika värmet per mol för konstant volym.
{\displaystyle \alpha } är antalet frihetsgrader delat med 2 (3/2 för monoatomiska gaser, 5/2 för diatomiska gaser).
För en monoatomisk ideal gas är {\displaystyle \gamma =5/3}, och för en diatomisk gas (som kväv- eller syrgas, som tillsammans utgör huvuddelen av all luft) är {\displaystyle \gamma =7/5}. 
Notera att ovanstående formel endast gäller klassiska ideala gaser, och alltså inte fermi- eller Bose-Einstein-gaser.
Vidare gäller för adiabatiska processer att
{\displaystyle VT^{\alpha }=\operatorname {konstant} }
där T är temperaturen i kelvin, vilket även kan skrivas
{\displaystyle TV^{\gamma -1}=\operatorname {konstant} }.

### Härledning avPVγ=konstant{\displaystyle PV^{\gamma }=\operatorname {konstant} \qquad }
Definitionen för adiabatiska processer är att värmeöverföringen är noll, det vill säga {\displaystyle \delta Q=0}. Enligt termodynamikens första lag gäller att 
{\displaystyle dU+\delta W=\delta Q=0\qquad \qquad \qquad (1)}
Där dU är förändringen i systemets inre energi och  δW är det arbete utfört av systemet. Eftersom δQ=0 måste allt arbete ske på bekostnad av den inre energin. Arbetet δW gör definieras som
{\displaystyle \delta W=PdV.\qquad \qquad \qquad (2)}
Dock kommer P inte förbli konstant utan förändras samtidigt som V. 
Det som sökes är hur dP förhåller sig till dV under den adiabatiska processens fortlöpande. För en ideal gas ges den inre energin av
{\displaystyle U=\alpha nRT\qquad \qquad \qquad (3)}
Där R är allmänna gaskonstanten och n är antalet mol i systemet (konstant).
Genom att differentiera ekvation (3) 
och använda ideala gaslagen får man
{\displaystyle dU=\alpha nRdT=\alpha d(PV)=\alpha (PdV+VdP).\qquad (4)}
vilket ofta skrivs som {\displaystyle dU=nC_{V}dT}
eftersom {\displaystyle C_{V}=\alpha R}.
Genom att infoga ekvationerna (2), (3) och (4) i ekvation (1) får man
{\displaystyle -PdV=\alpha PdV+\alpha VdP\,}
vilket kan förenklas till
{\displaystyle -(\alpha +1)PdV=\alpha VdP\,}
Genom att dividera båda leden med PV får man
{\displaystyle -(\alpha +1){dV \over V}=\alpha {dP \over P}.}
vilket leder till att
{\displaystyle -(\alpha +1)d(\ln V)=\alpha d(\ln P)\,}
vilket kan skrivas 
{\displaystyle {\frac {\ln {\frac {P}{P_{0}}}}{\ln {\frac {V}{V_{0}}}}}=-{\frac {\alpha +1}{\alpha }}}
För vissa konstanter {\displaystyle P_{0}} och {\displaystyle V_{0}} som fås ur det ursprungliga tillståndet. Vidare gäller
{\displaystyle \ln \left({\frac {P}{P_{0}}}\right)=-{\frac {\alpha +1}{\alpha }}\ln \left({\frac {V}{V_{0}}}\right).}
Genom att exponentiera båda leden får man
{\displaystyle \left({\frac {P}{P_{0}}}\right)=\left({\frac {V}{V_{0}}}\right)^{-{\frac {\alpha +1}{\alpha }}},}
vilket ger att 
{\displaystyle PV^{\alpha +1 \over \alpha }=PV^{\gamma }=P_{0}V_{0}^{\frac {\alpha +1}{\alpha }}=\operatorname {constant} .}

## Adiabater i plottar
För adiabatiska linjer i ett P-V diagram gäller:
1. Varje adiabat går asymptotiskt mot både V och P-axeln.
2. Varje adiabat skär varje isoterm en och endast en gång.